# Onder de tram
Onder de tram is een humoristisch populairwetenschappelijk spelprogramma van de VARA dat oorspronkelijk vanaf 2006 uitgezonden werd op Nederland 3. Vanaf het najaar van 2007 tot de zomer van 2009 zond Net5 het programma uit onder de titel Tussen de oren. Deze afleveringen zijn, in tegenstelling tot de programma's van de publieke omroep, een lange periode niet meer op internet zichtbaar geweest. Onder de tram werd weer later herhaald op het digitale kanaal Humor TV 24.
De opzet van Onder de tram en Tussen de oren is het bespreken van wetenschappelijke onderwerpen, onder leiding van de presentatoren. De gasten aan tafel voeren een gezellig gesprek, waarbij de nodige ruimte is voor geïmproviseerde verbale grappen in verband met het onderwerp van dat moment. De presentatoren leiden het gesprek en stellen kennisvragen over recente wetenschappelijke onderzoekjes.
Het programma werd gepresenteerd door Joep van Deudekom en Rob Urgert. Tot aan het tweede seizoen waren in elke aflevering twee publiekelijk bekende personen te gast en zat er een vaste gast als derde persoon aan tafel. In het eerste seizoen van Onder de tram was de vaste gast de Vlaamse Wim Helsen. Diederik van Vleuten nam zijn plek over in aflevering 1 tot en met 5 van het tweede seizoen. Vanaf het tweede seizoen van Tussen de oren bij Net5 veranderde de structuur van het spel. Er kwamen in de vorm van Katja Schuurman en Jeroen van Koningsbrugge twee vaste gasten, die elk met een gastspeler een team gingen vormen.

## Gasten
|                           | Gast 1                 | Gast 2                 | Gast 3               |
| ------------------------- | ---------------------- | ---------------------- | -------------------- |
| Pilot                     | Sophie Hilbrand        | Wim Helsen             | Diederik van Vleuten |
| Onder de tram, seizoen 1  |                        |                        |                      |
| 1 april 2006              | Erik van Muiswinkel    | Wim Helsen             | Miryanna van Reeden  |
| 8 april 2006              | Loretta Schrijver      | Wim Helsen             | Thomas van Luyn      |
| 15 april 2006             | Martin van Waardenberg | Wim Helsen             | Georgina Verbaan     |
| 22 april 2006             | Peter Faber            | Wim Helsen             | Dieuwertje Blok      |
| 29 april 2006             | Najib Amhali           | Wim Helsen             | Angela Groothuizen   |
| Onder de tram, seizoen 2  |                        |                        |                      |
| 7 september 2006          | Femke Halsema          | Diederik van Vleuten   | Bart De Pauw         |
| 21 september 2006         | Bastiaan Geleijnse     | Diederik van Vleuten   | Claudia de Breij     |
| 5 oktober 2006            | Peter Heerschop        | Diederik van Vleuten   | Ricky Koole          |
| 12 oktober 2006           | Anita Witzier          | Diederik van Vleuten   | Howard Komproe       |
| 26 oktober 2006           | Rob Vanoudenhoven      | Diederik van Vleuten   | Yvon Jaspers         |
| 31 oktober 2006           | Plien van Bennekom     | Wim Helsen             | Bianca Krijgsman     |
| 7 november 2006           | Sonja Barend           | Thomas van Luyn        | Pascale Platel       |
| 14 november 2006          | Nadja Hüpscher         | Hans Sibbel            | Tom Lenaerts         |
| Tussen de Oren, seizoen 1 |                        |                        |                      |
| 14 oktober 2007           | Roué Verveer           | Annette van Trigt      | Art Rooijakkers      |
| 21 oktober 2007           | Kim Pieters            | Hans Sibbel            | Viktor Brand         |
| 28 oktober 2007           | Giel Beelen            | Goedele Liekens        | Wouter Meijs         |
| 4 november 2007           | Frédérique Spigt       | Toine van Peperstraten | Ronald Goedemondt    |
| 18 november 2007          | Marcel Musters         | Wim Helsen             | Monic Hendrickx      |
| 25 november 2007          | Bastiaan Geleijnse     | Jaap Jongbloed         | Mylou Frencken       |
| 2 december 2007           | Kees Prins             | Edo Brunner            | Nicolette Kluijver   |
| 9 december 2007           | Lies Visschedijk       | Erik van Muiswinkel    | Sara Kroos           |
| 9 december 2007           | Isolde Hallensleben    | Viggo Waas             | Linda de Mol         |
| 16 december 2007          | Dolf Jansen            | Peter van der Vorst    | Sophie Hilbrand      |
| 23 december 2007          | Najib Amhali           | Fatima Moreira de Melo | Maike Meijer         |
| 30 december 2007          | Jan Jaap van der Wal   | Erik van der Hoff      | Susan Smit           |
| 6 januari 2008            | Wart en Tim Kamps      | Mariska Hulscher       | Dennis van der Geest |
| 13 januari 2008           | Suzanne Bosman         | Ruben Nicolai          | Jack Wouterse        |

| Tussen de Oren, seizoen 2 | Gast 1             | Gast 2              | Teamcaptain              | Teamcaptain     |
| ------------------------- | ------------------ | ------------------- | ------------------------ | --------------- |
| 1 april 2009              | Waldemar Torenstra | Hanna Verboom       | Jeroen van Koningsbrugge | Katja Schuurman |
| 8 april 2009              | Jennifer Hoffman   | Valerio Zeno        | Jeroen van Koningsbrugge | Katja Schuurman |
| 15 april 2009             | Viggo Waas         | Hadewych Minis      | Jeroen van Koningsbrugge | Katja Schuurman |
| 22 april 2009             | Dennis Storm       | Sebastiaan Labrie   | Jeroen van Koningsbrugge | Katja Schuurman |
| 29 april 2009             | Thomas Acda        | Paul de Munnik      | Jeroen van Koningsbrugge | Katja Schuurman |
| 6 mei 2009                | Eva Van Der Gucht  | Renate Verbaan      | Jeroen van Koningsbrugge | Katja Schuurman |
| 13 mei 2009               | Maria Goos         | Dennis Weening      | Jeroen van Koningsbrugge | Katja Schuurman |
| 20 mei 2009               | Birgit Schuurman   | Jack Spijkerman     | Jeroen van Koningsbrugge | Katja Schuurman |
| 27 mei 2009               | Peggy Vrijens      | Silvester Zwaneveld | Jeroen van Koningsbrugge | Katja Schuurman |
| 3 juni 2009               | Ricky Koole        | Rob Kamphues        | Jeroen van Koningsbrugge | Katja Schuurman |